# Křížová klenba

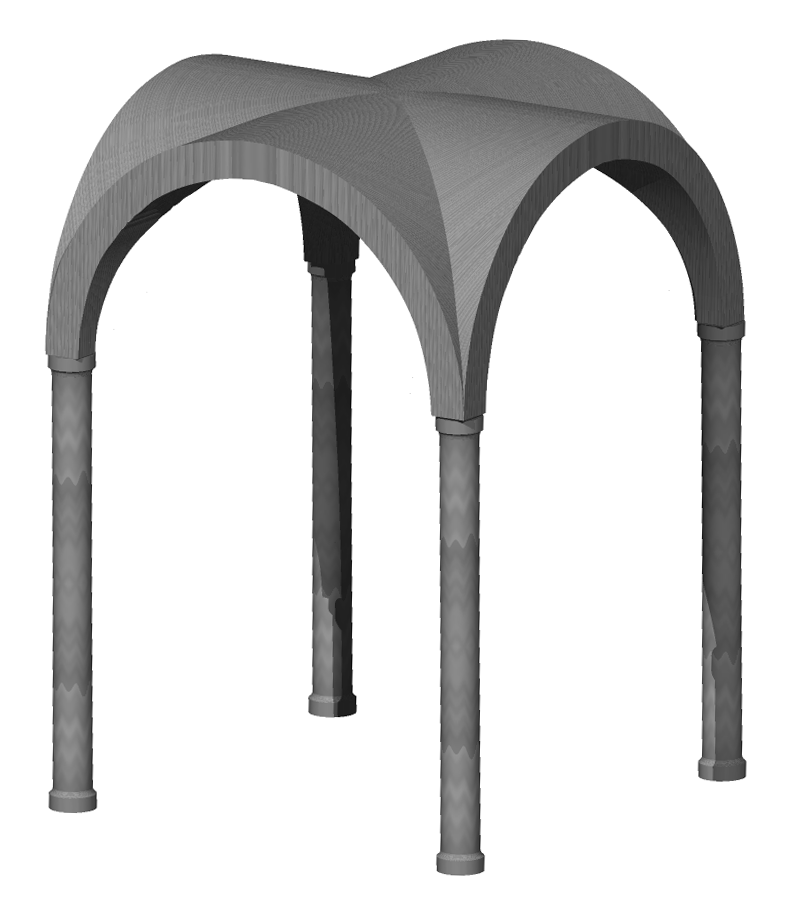
Křížová klenba

Křížová klenba je nejběžnější typ středověké klenby, který vzniká jako průnik dvou vzájemně kolmých válcových nebo lomených ploch. Už v románské architektuře se na hranách tohoto průniku objevují žebra, která klenbu odlehčují a usnadňují její konstrukci.

## Popis a historie
Na rozdíl od nejprostší valené klenby, kterou lze vytvořit nad dvěma protilehlými stěnami, klene se křížová klenba jen na čtyři rohové podpěry, takže na pole křížové klenby mohou navazovat další ve všech čtyřech směrech. Proto se nejprve objevuje v tak zvaném křížení – průsečíku hlavní a křížové lodi. Klenbu tvoří čtyři klenební plochy čili kápě, jejichž styčné hrany tvoří v půdorysu kříž. Taková klenba (bez žeber) se stavěla na tvarové lešení, a to obvykle z kamene.

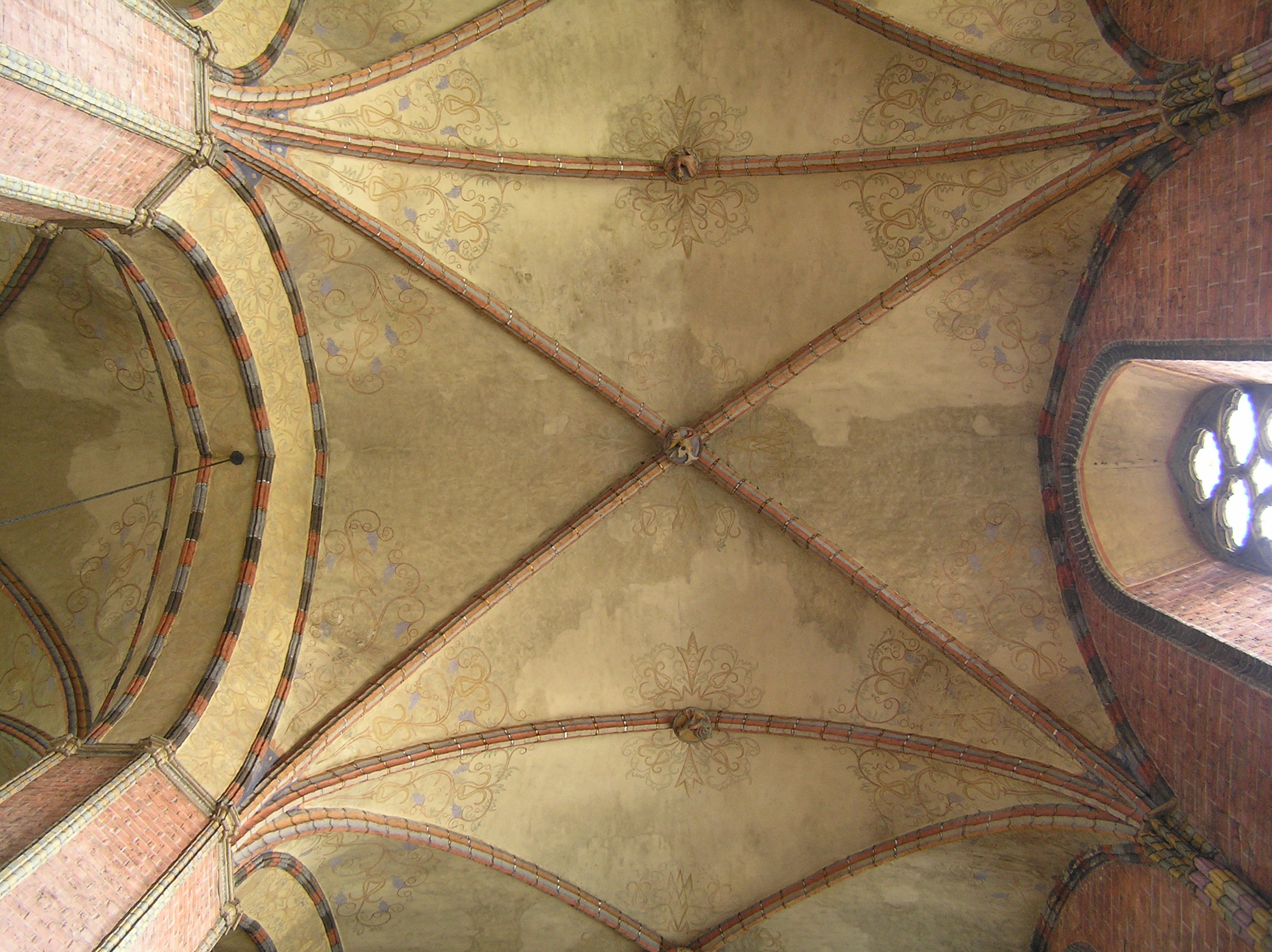
Křížová klenba se žebry (Chelmno, Polsko, kolem 1335)

Už od 12. století se v severní Itálii začala objevovat jiná konstrukce. Čtyři rohy klenby (podpory) se nejprve spojily dvěma zkříženými kamennými oblouky čili žebry, v jejichž průsečíku je výrazný svorník, často plasticky zdobený. Plochy mezi nimi (kápě) se mohly vyzdít podstatně lehčím zdivem a aspoň zčásti bez podpůrného lešení.
Pokud se křížová klenba klene nad polokruhovými oblouky a i žebra tvoří půlkruhy, je jejich průsečík podstatně výš než vrcholky čtyř oblouků. To je křížová klenba stoupající. Konstrukce vyšších lomených oblouků umožnila, aby vrcholnice všech čtyř kápí byly vodorovné a průsečík žeber byl ve stejné výšce jako vrcholy základních oblouků.
Stavba žeber byla ovšem náročná, zejména na přesnost plánování i kamenické práce: jednotlivé kameny, které se tesaly na zemi, musely přesně navazovat a lícovat. Při této konstrukci pak bylo také přirozené, že se začaly stavět lomené oblouky s menšími bočními tlaky na podpory. V gotické architektuře se žebra bohatě profilují a objevují se stále složitější tvary žebrových kleneb. V renesanci a v baroku se křížové klenby bez žeber stále užívají, často i pro menší a obyčejnější prostory. Zejména v renesanci se žebra často aspoň naznačovala maltovými hřebínky (hřebínková klenba).